# 레베카 (1940년 영화)
《레베카》(Rebecca)는 앨프리드 히치콕 감독의 1940년 작품으로, 대프니 뒤 모리에의 동명 원작 소설을 영화화했다. 영국 출신 히치콕 감독이 미국에 진출해서 만든 첫 번째 작품으로, 그의 영화 중 유일하게 아카데미상 작품상을 수상한 영화이기도 하다. 작품 전체에 걸쳐 여주인공의 이름이 단 한 번도 나오지 않는 것이 특징이다.

## 줄거리
의지할 곳 없는 천애고아인 여주인공은 부호 에디스 반 호퍼 부인의 시중을 들러 몬테카를로에 갔다가 영국의 귀족 막심 드 윈터를 만난다. 1년 전 요트 사고로 아내 레베카를 잃은 그는 여주인공에게 프로포즈를 하고, 이를 받아들인 여주인공은 콘월에 있는 그의 저택 맨덜리로 향한다. 저택의 사람들은 여주인공을 새로운 안주인으로 받아들이지만 오직 한 사람, 저택의 살림을 도맡고 있는 댄버스 부인만은 새로운 드 윈터 부인을 인정하지 않는다. 덴버스 부인은 맥심의 전 아내 레베카가 얼마나 아름답고 세련된 귀부인이었는지를 반복해서 들려주며 여주인공을 압박한다. 레베카가 사용하던, 그녀의 이니셜이 들어간 물건들이 그대로 남아 있는 집안에서 여주인공은 점차 노이로제 상태에 빠지고 남편이 아직 전처를 깊이 사랑하고 있는 게 아닌지 의심한다. 레베카 못지않은 완벽한 안주인이 되기 위해 여주인공은 성대한 가장 무도회를 계획하고, 의상을 고민하는 그녀에게 댄버스 부인은 드 윈터 가의 선조 캐롤라인의 드레스를 입으라고 권유한다. 파티 당일, 캐롤라인의 드레스를 입고 나타난 여주인공을 보고 맥심은 크게 화를 내고 여주인공은 뒤늦게야 예전에 레베카도 같은 드레스를 입었다는 것을 알게 된다. 댄버스 부인은 여주인공에게 결코 레베카의 자리를 차지할 수 없다고 강조하며 그녀를 자살하도록 몰아가지만 갑작스러운 바깥의 소란에 정신이 든 여주인공은 밖으로 달려나간다. 해안가에서는 1년 전 가라앉았던 요트가 발견되었고, 그 안에는 레베카의 시신이 있었다. 그제서야 맥심은 자신과 레베카의 결혼 생활이 결코 행복하지 않았음을 털어놓는다. 주위의 시선을 생각해 겉으로는 행복하고 완벽한 부부인 척 했지만 실제로는 더할 나위 없이 험악한 사이였고, 그러던 어느날 사촌 잭의 아이를 임신했다는 레베카에게 격분해 말다툼을 벌이다 머리를 부딪친 레베카가 죽어버린 것이다. 요트에 난 구멍을 두고 레베카의 사인에 대한 재조사가 이루어지고 맥심은 아내를 살해했다는 혐의를 받게 된다. 경찰은 레베카가 몰래 찾아간 의사를 심문하고, 의사에게서 레베카는 임신이 아닌 말기 암에 걸려 있었다는 이야기를 듣는다. 의사의 증언에 경찰은 레베카의 죽음이 자살이었다고 단정짓고 진실은 맥심과 여주인공만이 알고 있는 채 사건은 종결된다. 런던에서 돌아온 맥심은 댄버스 부인의 방화로 불길에 휩싸인 저택의 모습을 발견한다. 여주인공은 무사히 저택에서 탈출하지만 댄버스 부인은 불길 속에 휩싸인 채 사라져 버린다.

## 캐스팅
- 로런스 올리비에: 맥심 더 윈터 역
- 조앤 폰테인: 두 번째 맥심 더 윈터 부인 역
- 조지 샌더스: 잭 파벨 역
- 주디스 앤더슨: 댄버스 부인 역
- 나이절 브루스: 자일스 레이시 대령 역

## 수상 경력
- 수상
  - 아카데미상 : 작품상, 촬영상
- 노미네이트
  - 아카데미상 : 감독상, 남우주연상, 여우주연상, 여우조연상, 각색상, 미술상, 작곡상, 편집상, 특수효과상